# 金曼鎮區 (堪薩斯州金曼縣)
金曼鎮區（英語：Kingman Township）為美國堪薩斯州金曼縣轄下的鎮區。2010年美国人口普查中此鎮區人口有115人。

## 地理
金曼鎮區涵蓋總面積為93.3平方（36.02平方英里），其中陸地面積為93.3平方（36.01平方英里），水域面積為0.026平方（0.01平方英里）或0.03%。海拔高度533（1,749英尺）。

## 人口統計
根據2010年美國人口普查，金曼鎮區人口有115人，其中男性有61人，女性有54人，人口密度為每平方公里1.23人，住房計54戶。鎮區內的白人有112人，非裔美國人有0人，美洲原住民有0人，亞裔美國人有1人，太平洋島裔美國人有0人，其他種族有0人，混血種族則有2人。此外鎮區內有0人為西班牙裔或拉丁裔美國人。此鎮區之年齡中位數為51.1歲，而男性年齡中位數為49.3歲，女性年齡中位數為52.3歲。

## 交通

### 主要公路
- 42號堪薩斯州州道